# Брайтон (округ Кеноша, Вісконсин)
Брайтон (англ. Brighton) — місто (англ. town) в США, в окрузі Кеноша штату Вісконсин. Населення — 1422 особи (2020).

## Демографія
Згідно з переписом 2010 року, у місті мешкало 1456 осіб у 544 домогосподарствах у складі 412 родин. Було 579 помешкань
Расовий склад населення:
| - 98,1 % — білих - 0,5 % — чорних або афроамериканців - 0,5 % — азіатів |

До двох чи більше рас належало 0,6 %. Частка іспаномовних становила 1,7 % від усіх жителів.
За віковим діапазоном населення розподілялося таким чином: 22,6 % — особи молодші 18 років, 64,8 % — особи у віці 18—64 років, 12,6 % — особи у віці 65 років та старші. Медіана віку мешканця становила 45,9 року. На 100 осіб жіночої статі у місті припадало 100,6 чоловіків;  на 100 жінок у віці від 18 років та старших — 102,0 чоловіків також старших 18 років.
Середній дохід на одне домашнє господарство  становив 97 981 долар США (медіана — 84 500), а середній дохід на одну сім'ю — 116 226 доларів (медіана — 92 083). Медіана доходів становила 52 266 доларів для чоловіків та 45 078 доларів для жінок. За межею бідності перебувало 7,7 % осіб, у тому числі 5,5 % дітей у віці до 18 років та 12,4 % осіб у віці 65 років та старших.
Цивільне працевлаштоване населення становило 784 особи. Основні галузі зайнятості: виробництво — 19,6 %, освіта, охорона здоров'я та соціальна допомога — 14,9 %, будівництво — 11,7 %, сільське господарство, лісництво, риболовля — 11,5 %.